# Les Mains nettes

 Les Mains nettes  est un film canadien, en noir et blanc, réalisé par Claude Jutra, sorti en 1958.

## Contexte cinématographique
De 1957 à 1959 l’ONF produit une série Panoramique pour la télévision qui comptait 26 épisodes de 30 minutes à l’origine. Quatre réalisateurs se partagent les six sujets abordés dans l’ensemble des épisodes. C’est donc à partir de quatre épisodes sur le sujet que le film a été réduit à 73 minutes. À travers ce court récit, Claude Jutra décrit bien les problèmes réels de mise à la retraite anticipée, de manque de solidarité et de cohésion syndicale.

## Synopsis
L’intrigue se déroule dans le milieu des employés de bureau. Un nouveau gérant arrive au service du personnel de la General Transport. L’entreprise doit se moderniser et remplacer plusieurs employés par des machines. S’opposent au gérant, Marguerite, la secrétaire et un autre collet-blanc, ancien membre des JEC. Ils parlent de fonder un syndicat. Finalement, tous les changements prévus se font. 

## Fiche technique
- Réalisation : Claude Jutra
- Production : Léonard Forest et Guy Glover (en)
- Scénario : Fernand Dansereau
- Photographie : Michel Brault et Jean Roy
- Montage : Gilles Groulx, Victor Jobin, Raymond Leboursier et David Mayerovitch
- Musique : Maurice Blackburn

## Distribution
- Jean Brousseau : Jean-Paul Bouchard
- Monique Chailler : Mme Charbonneau
- Teddy Burns-Goulet : M. Morin
- Micheline Guérin : Mme Bouchard
- Monique Joly : Mlle Monique
- Roger Lebel : Ernest Rivard
- Doris Lussier : M. de Varennes
- Michel Maillot : Gérard Charbonneau
- Lucie Mitchell : Mlle Tremblay
- Denise Provost : Marguerite Courtemanche

## À noter
Citation en exergue du film :
« La misère matérielle dans laquelle vivait l'ouvrier industriel du XIXe siècle trouve aujourd'hui son parallèle dans la misère psychologique qui accable le collet-blanc. »  (C.W. Mills)